# زنبورهای علم‌دار
زنبورهای علم‌دار (نام علمی: Evaniidae) نام یک تیره از بالاخانواده علم‌دارواران است.